# Энергоаудит
«Энергоаудит»  или энергетическое обследование предприятий и организаций предполагает оценку всех аспектов деятельности предприятия, которые связаны с затратами на топливо, энергию различных видов, воду и некоторые энергоносители.

## Цели энергоаудита
1. Выявление источников нерациональных энергозатрат и неоправданных потерь энергии,
2. Определение показателей энергетической эффективности,
3. Определение потенциала энергосбережения и повышения энергетической эффективности,
4. Разработка целевой, комплексной программы энергосбережения.

## Порядок проведения энергоаудита
При проведении энергетического обследования (энергоаудита) проводятся следующие мероприятия:
- Анализ эскизного проекта объекта, проектного запроса заказчика строительства или производства объекта (предпроектный энергоаудит);
- Построение имитационной физико-математической динамической модели, анализ модели и поиск энергоэффективного варианта задания на проектирование;
- Анализ проекта объекта (проектный энергоаудит), построение его имитационной физико-математической динамической модели - цифрового двойника;
- Анализ цифрового двойника с целью оптимизации и присвоения класса энергоэффективности объекта;
- Приемка законченного строительством или производством объекта на соответствие оптимальным энергоэффективным параметрам цифрового двойника;
- Выдача заключения о соответствии или изменении класса энергоэффективности объекта;

- Анализ состояния систем (энергоаудит действующих объектов) электроснабжения, теплоснабжения, водообеспечения, парка технического оборудования промышленного предприятия (объекта);
- Сравнение показателей объекта с показателями цифрового двойника  (бенчмаркинг) объекта (при наличии);
- При отсутствии цифрового двойника -  построение цифрового двойника по существующим или восстановленным энергоаудитором технологическим или конструктивным схемам;
- Анапиз энергоэффективности объекта;
- Оценка состояния систем и средств измерений — приборы для учета энергоносителей и их соответствие установленным требованиям;
- Выявление необоснованных потерь;
- Оценка состояния системы нормирования энергопотребления и использования энергоносителей;
- Проверка энергетических балансов предприятия (объекта);
- Расчет удельных норм энергозатрат на выпускаемую продукцию или виды работ;
- Оценка целесообразности основных энергосберегающих мероприятий, реализуемых предприятием.

Включает:
- энергомониторинг — отслеживание установленных и фактических параметров энергопотребления, корректировка или подтверждение класса энергоэффективности;
- измерения (замеры) — определение с помощью специальных приборов (средств измерения, средств учета) параметров в контрольных точках;
- опросы и анкетирование участников процесса производства или потребления энергоресурса;
- изучение сопутствующей нормативной базы, руководящих документов и инструкций на предприятии;
- расчеты экономической эффективности внедрения тех или иных организационных предложений, либо инвестиций в энергосберегающие технологии (устройства);
- составление отчета, содержащего результаты проведенного энергоаудита и рекомендации.

Этапы проведения энергоаудита
1. «Энерготехнологическое обследование»
1. Предпроектный энергоаудит.
2. Проектный энергоаудит.
3. Энергоаудит при вводе объекта в эксплуатацию.
4. Энергоаудит в процессе жизненного цикла:

- Проверка условий договоров энергоснабжения.
- Проверка правильности учёта и планирования энергопотребления.
- Проверка технического состояния и ремонтов оборудования.
- Проверка  эффективности эксплуатации по загрузке.
- Проверка эффективности планируемых инноваций.
- Выявление потерь и определение их величины.
- Сбор данных для заполнения паспорта.
- Определение приоритетных направлений энергосбережения.
- Оформление отчёта

«Отчёт по первому этапу» (направления и потенциал)
2. «Разработка мероприятий и Энергетического паспорта»
- Обследование установок и систем по согласованным направлениям.
- Подбор технических решений и проектных сведений по ним.
- Проверка технической возможности реализовать мероприятия.
- Согласование мероприятий со специалистами предприятия.
- Технико-экономическое обоснование мероприятий.
- Проведение измерений.
- Проверка, дополнение и обработка данных для паспорта.
- Оформление паспорта и сдача в СРО на экспертизу и регистрацию.
- Оформление отчётов с мероприятиями и РПЗ паспорта.

«Отчёт с мероприятиями и пояснениями к паспорту»
Энергетический паспорт
3. «Составление Программы энергосбережения»
- Согласование критериев и приоритетов формирования Программы.
- Согласование концептуальных положений Программы.
- Проверка принципиальных ограничений по реализации мероприятий и согласованности с планами развития производства.
- Согласование методик и расчёты эффективности.
- Согласование формы и составление редакционной версии Программы и её согласование.
- Оформление и передача проекта Программы энергосбережения заказчику.

«Согласованный проект Программы энергосбережения»

## Результат энергоаудита
Результатом энергоаудита может являться:
- цифровой двойник объекта, содержащий в динамике все энергопотоки объекта и выгружающий требуемые энергетические показатели;
- заключение о классе энергоэффективности объекта;
- заключение о качестве получаемых энергоресурсов, особенно электроэнергии;
- рекомендации по внедрению мероприятий и технологий энергосбережения;
- рекомендации по проведению мероприятий (в том числе изменений в технологии), направленных на повышение энергоэффективности выпускаемой продукции;
- рекомендации по замене потребляемых энергоресурсов иными видами ресурсов (например, электроэнергии на обогрев — теплом или горячим паром).

По итогам обследования формируется Энергетический паспорт предприятия по форме, утверждённой Приказом Минэнерго № 182 от 19 апреля 2010 года. Энергетический паспорт здания, должен содержать следующие данные энергетического обследования:
- оснащенность средствами учета энергетических ресурсов;
- объем расходуемых энергетических ресурсов и его динамика;
- класс энергетической эффективности;
- процент потери энергетических ресурсов;
- потенциал энергосбережения, оценка возможной экономии;
- типовой план энергосбережения и повышения энергоэффективности.

## Для кого энергоаудит обязателен?
Основываясь на Федеральном законе № 261, провести энергетическое обследования в первую очередь должны:
1. Наделенные правами юридических лиц государственные органы власти и органы местного самоуправления;
2. Предприятия и организации, осуществляющие транспортировку и (или) производство:
- природного газа,
- воды,
- тепловой энергии,
- добычу природного газа,
- угля,
- электрической энергии,
- нефти,
- производство нефтепродуктов,
- переработку природного газа и нефти
- транспортировку нефти и нефтепродуктов;
3. Предприятия и организации, осуществляющие регулируемые виды деятельности;
4. Организации, совокупные затраты которых на потребление природного газа, дизельного и иного топлива (за исключением моторного топлива), мазута, тепловой энергии, угля, электрической энергии превышают объем соответствующих энергетических ресурсов в стоимостном выражении, установленный Правительством Российской Федерации за календарный год, предшествующий последнему году до истечения срока проведения последующего обязательного энергетического обследования;
5. Предприятия и организации, осуществляющие мероприятия в области энергосбережения, финансируемые полностью или частично из бюджета РФ.

За несоблюдение сроков обязательного энергообследования будут налагаться штрафы в крупных размерах (см. Нарушение законодательства об энергосбережении и о повышении энергетической эффективности и №261-ФЗ). 

## Оборудование (приборы) для проведения энергоаудита
Оборудование (приборы) для проведения энергоаудита — это комплекс средств измерений, которые должны удовлетворять определенным требованиям.
Основные требования к приборам для энергоаудита:
- при измерении режима электрических цепей — отсутствие влияния на работу исследуемых электрических цепей;
- портативность — вес не более 15 кг, исполнение в защищенном корпусе или наличие защитного чехла;
- автономность — наличие встроенного источника питания, обеспечивающего несколько часов работы;
- возможность регистрации данных — наличие внутреннего запоминающего устройства или, в крайнем случае, унифицированного выхода для подключения внешнего запоминающего устройства;
- связь с компьютером — наличие порта и программного обеспечения для передачи данных на ПК;
- наличие действующего свидетельства о калибровке или свидетельства о поверке.

Для проведения инструментального энергетического обследования минимальный набор оборудования должен включать в себя приборы для следующих измерений:
- наличие компьютерной программы по имитационному физико-математическому моделированию объектов в виде непрерывных динамических моделей, отражающих все энергопотоки объекта;
- показателей качества электроэнергии;
- расхода жидкости;
- расхода теплового потока;
- температуры (контактное измерение);
- температуры (бесконтактное визуальное ИК измерения);
- обнаружение течи (течеискатели);